# Мінді Мінк
Мінді Мінк (англ. Mindi Mink, нар. 4 грудня 1968, Лос-Анджелес, США) — американська порноакторка, еротична фотомодель і модель еротичного відеочату.

## Життєпис
Народилася 4 грудня 1968 року в Лос-Анджелесі в родині італійського походження. Там же, в Каліфорнії, росла і відвідувала школу, де була чирлідеркою. Працювала у сферах будівництва, продажів і маркетингу. 
Почала цікавитися аматорською порнографією, і бойфренд переконав її почати зніматися.
2014 року, відвідавши виставку AVN Adult Entertainment Expo, яка щорічно проходить Лас-Вегасі (Невада), зв'язалася з командою Girlfriends Films щодо зйомок лесбійських сцен і фільмів.
У червні того ж року дебютувала в порноіндустрії у віці 46 років. Перші порнофільми — Lesbian Triangles 29 і Mother-Daughter Exchange Club 35. Зарахована до жанру MILF.
Знімається для порностудій, що спеціалізуються на лесбійській тематиці, таких як Girlfriends Films, Girlsway, Reality Kings, Zero Tolerance, Little Dragon Pictures, Sweetheart Video, Forbidden Fruits Films, Spizoo, Mile High і Lexington Steele Productions.
Знялася у понад 100 порнофільмах.

## Нагороди та номінації
| Рік  | Церемонія         | Результат | Номінація                                  | Робота |
| ---- | ----------------- | --------- | ------------------------------------------ | ------ |
| 2016 | AVN Awards        | Номінація | Лесбійська виконавиця року                 | Н/Д    |
| 2016 | AVN Awards        | Номінація | Приз глядацьких симпатій: найгарячіша MILF | Н/Д    |
| 2018 | AVN Awards        | Номінація | Лесбійська виконавиця року                 | Н/Д    |
| 2018 | AVN Awards        | Номінація | Приз глядацьких симпатій: найгарячіша MILF | Н/Д    |
| 2018 | XRCO Award        | Номінація | Краща виконавиця лесбійська                | Н/Д    |
| 2018 | Spank Bank Awards | Номінація | Королева кунілінгуса                       | Н/Д    |
| 2018 | XBIZ Award        | Номінація | Лесбійська виконавиця року                 | Н/Д    |

## Вибрана фільмографія
Деякі фільми:
- Bee Sting,[12]
- Creepers Family 7,[13]
- Freudian Homework,[14]
- Girl Attack 4,[15]
- Her Special Day,[16]
- Kittens and Cougars 12,[17]
- Lesbian Anal 2,[18]
- My Lesbian Mentor,[19]
- Prison Lesbians 5,[20]
- Subliminal Parenting[21]
- Women By Julia Ann 3.[22]